# Warendja
A Warendja az emlősök (Mammalia) osztályának erszényesek (Marsupialia) alosztályágába, ezen belül a diprotodontia rendjébe és a vombatfélék (Vombatidae) családjába tartozó fosszilis nem.

## Tudnivalók
A Warendja nevű vombatnem a késő miocén és késő pleisztocén korszakok között élt. A vombatalkatúak körében, ezeknek az állatoknak volt elsőként magasított fogkoronájuk. Az átlagos Warendja testtömege 10 kilogramm lehetett.

## Rendszerezés
A nembe az alábbi 2 faj tartozik:
- Warendja encorensis (Brewer et al., 2007)
- Warendja wakefieldi (Hope & Wilkinson, 1982)

## Fordítás
- Ez a szócikk részben vagy egészben  a   Warendja című angol Wikipédia-szócikk ezen változatának fordításán alapul.  Az eredeti cikk szerkesztőit annak laptörténete sorolja fel. Ez a jelzés csupán a megfogalmazás eredetét és a szerzői jogokat jelzi, nem szolgál a cikkben szereplő információk forrásmegjelöléseként.